# 현악 사중주 13번 (슈베르트)
《현악 4중주 13번 가단조 '로자문데' D.804》는 프란츠 슈베르트가 1824년 2월에서 3월 사이에 썼다. 그의 기념비적인 《현악 4중주 14번 라단조 '죽음과 소녀' D.810》와 거의 같은 시기에 작곡된 것이다.
1824년부터 슈베르트는 기악 실내악에 집중하기 위해 가곡 작곡에서 크게 눈을 돌렸다. A단조 4중주의 경우 3악장 미뉴에트의 모티브가 이어지는 피날레의 가장 중요한 선율적 주제가 된다.
4중주는 4개의 악장으로 이루어져 있다. 첫 악장은 Allegro ma non troppo이며, 2악장은 Andante로, 로자문데의 음악에서 따온 주제를 쓰고 있다. 3악장은 미뉴에트 - 트리오 악장이며, 자신의 가곡 〈그리스의 신들 D.677〉에서 가락을 인용했고, 4악장은 Allegro moderato이다. 